# أوزون (موقع)
اوزون هو موقع إنترنت في روسيا وهو من أولى محلات الانترنت في روسيا الذي أنشئ في عام 1998 من قبل دار البرمجيات الروسية Reksoft. وكانت السلع الرئيسية التي تباع به هي الكتب والالكترونات والافلام والموسيقى واعتبارا من عام 2005 ،كان أكبر متاجر للتجزئة على الإنترنت في روسيا. وفي عام 2000 الكشف فوستوك اشترت غالبية أسهم اوزون وتستثمر أكثر من 7 في الشركة في عام 2005 مبيعات اوزون نحو 19.3 مليون دولار